# 特雷蒙特·沃特斯
特雷蒙特·沃特斯（英語：Tremont Waters，1998年1月10日—），波多黎各男子篮球运动员，波多黎各男子籃球代表隊成員，代表波多黎各出戰2023年世界盃籃球賽。
2023年9月沃特斯與中国男子篮球职业联赛广东宏远完成簽約。沃特斯因姓氏直譯中文為「水」的關係被稱為「水哥」。2024年8月沃特斯據報導加盟上海久事。11月9日，上海久事與沃特斯中止合約關係，沃特斯代表上海久事出賽10場，場均上陣34分鐘，可貢獻18.5分、3.5籃板、7.8助攻。11月19日，上海久事取消註冊沃特斯。

## 外部連結
- 特雷蒙特·沃特斯在fiba.basketball（英语）
- 特雷蒙特·沃特斯在NBA（英语）
- 特雷蒙特·沃特斯在NBA G聯盟（英语）
- 特雷蒙特·沃特斯在中国男子篮球职业联赛
- 特雷蒙特·沃特斯在Basketball-Reference.com（NBA）（英语）
- 特雷蒙特·沃特斯在Basketball-Reference.com（NBA G聯盟）（英语）
- 特雷蒙特·沃特斯在Basketball-Reference.com（國際）（英语）
- 特雷蒙特·沃特斯在Sports-Reference.com（NCAA）（英语）
- 特雷蒙特·沃特斯在ESPN（NBA）（英语）
- 特雷蒙特·沃特斯在Eurobasket.com（球員）（英语）
- 特雷蒙特·沃特斯在Proballers（英语）
- 特雷蒙特·沃特斯在RealGM（英语）
- 特雷蒙特·沃特斯在中国篮球数据库
- 特雷蒙特·沃特斯在Flashscore（英语）